# Konrad Krauß
Konrad Krauß (* 7. Oktober 1904 in Fürth; † 11. Juni 1978), Spitzname „Kneisel“, war ein deutscher Fußballspieler.

## Karriere
Krauß spielte von 1920 bis 1923 in der Jugendmannschaft der SpVgg Fürth, ehe er in der Saison 1922/23 erstmals ein Punktspiel für die erste Mannschaft in der Kreisliga Nordbayern bestritt und damit Anteil am Gewinn der Nordbayerischen Meisterschaft hatte.
In der Folgesaison kam er in der leistungsdichteren und nicht in Gruppen unterteilten Bezirksliga Bayern in fünf Punktspielen und zwei Spielen um den Süddeutschen Pokal der ersten Mannschaft zum Einsatz. Nachdem er in der Saison 1924/25 die Anzahl seiner Punkt- und Pokalspiele auf elf und fünf steigern konnte, kam er in den beiden Folgespielzeiten lediglich zu einem Pokalspiel; es war das am 14. April 1927 beim FSV Frankfurt mit 3:0 gewonnene Finale.
Von 1927 bis 1933 bestritt er 165 Punktspiele in der Gruppe Nordbayern, in denen ihm zwei Tore gelangen. In diesem Zeitraum gewann er mit der SpVgg Fürth dreimal die Nordbayerische und einmal die Süddeutsche Meisterschaft.
Seinen größten Erfolg erzielte er am 28. Juli 1929 in Nürnberg. Im Städtischen Stadion gewann er das Endspiel um die Deutsche Meisterschaft vor 50.000 Zuschauern mit dem 3:2-Sieg über Hertha BSC. Als Zweitplatzierter der Gruppe Nordbayern konnte sich die Mannschaft in der Gruppe Südost in der Runde der Zweit- und Drittplatzierten als Erster durchsetzen, ebenso im Entscheidungsspiel dritter Teilnehmer Deutsche Fußballmeisterschaft mit 2:0 gegen den FSV Frankfurt, dem Sieger der Gruppe Nordwest. Bei seiner ersten Teilnahme bestritt er zuvor auch das Achtel- und Viertelfinale sowie das Halbfinale. In den beiden darauffolgenden Jahren nahm er mit seiner Mannschaft als Zweiter der Süddeutschen Meisterschaft bzw. als Süddeutscher Meister an den Endrunden teil, doch zweimal scheiterte er nach insgesamt vier Spielen jeweils im Viertelfinale. Seine letzten sechs Pokalspiele waren die sechs Spiele der Gruppe D 1934/35, in der aus vier Gruppen die jeweiligen Sieger die beiden Halbfinalbegegnungen bestritten. Das entscheidende Spiel um den Gruppensieg ging am 26. Mai 1935 in Stuttgart mit 2:3 gegen den VfB Stuttgart verloren.
Von 1933 bis 1937 bestritt er 70 Punktspiele in der Gauliga Bayern, in einer von zunächst 16, später auf 23 aufgestockten Gauligen zur Zeit des Nationalsozialismus als einheitlich höchste Spielklasse im Deutschen Reich. Die Saison 1934/35 schloss er mit seiner Mannschaft diese – drei Punkte vor dem 1. FC Nürnberg – als Gaumeister ab.
Während dieser Zeit kam er 1935 in dem erstmals ausgetragenen Wettbewerb um den Tschammerpokal, den Pokal für Vereinsmannschaften, zum Einsatz. Nachdem er am 1. September beim 5:1-Sieg über den Fuldaer Spiel-Verein Germania in der 1. Runde debütierte, bestritt er auch das am 22. September beim VfR Köln 04 rrh. mit 2:0 gewonnene Spiel der 2. Runde. Sein letztes Pokalspiel bestritt er am 27. Oktober bei der 2:3-Achtelfinal-Niederlage gegen den Freiburger FC.

## Erfolge
- Deutscher Meister 1929
- Gaumeister Bayern 1935
- Süddeutscher Meister 1931
- Nordbayerischer Meister 1923, 1928, 1930, 1931
- Süddeutscher Pokal-Sieger 1927